# Vespadelus
Vespadelus es un género de murciélago de la familia Vespertilionidae. Este género es nativo de Australia y algunas islas cercanas, y sus especies se caracterizan por su pequeño tamaño y hábitos insectívoros. Los murciélagos de Vespadelus suelen habitar en bosques, áreas de matorral y regiones cercanas a cuerpos de agua donde cazan insectos en vuelo.

## Especies
Las especies reconocidas en el género Vespadelus son:
- Vespadelus caurinus
- Vespadelus douglasorum
- Vespadelus finlaysoni
- Vespadelus troughtoni
- Vespadelus baverstocki
- Vespadelus darlingtoni
- Vespadelus pumilus
- Vespadelus regulus
- Vespadelus vulturnus

## Distribución y Hábitat
Las especies de Vespadelus se encuentran en diversas zonas de Australia, desde regiones templadas hasta zonas más áridas del interior. Se adaptan a una variedad de hábitats, incluyendo bosques, matorrales y zonas urbanas, donde pueden refugiarse en troncos de árboles, cavidades rocosas o incluso en edificios. Son murciélagos nocturnos y principalmente insectívoros, utilizando la ecolocación para capturar presas en vuelo.

## Conservación
La mayoría de las especies de Vespadelus están clasificadas como de preocupación menor (LC) en la Lista Roja de la UICN, debido a su amplia distribución y adaptabilidad a diferentes hábitats. Sin embargo, algunas poblaciones pueden enfrentar amenazas locales por la pérdida de hábitat y el uso de pesticidas, que afectan su fuente de alimento.